# The Observer
The Observer je britanski časopis, ki izhaja ob nedeljah. Od leta 1993 deluje pod okriljem dnevnega časopisa The Guardian, pri čemer oba zavzemata liberalni oz. socialno-demokratični vidik. Izhaja od leta 1791, tako da je najstarejši nedeljski časopis na svetu.